# Беляев, Виталий Александрович (боксёр)
Вита́лий Алекса́ндрович Беля́ев (26 марта 1927, Свердловск — 27 августа 1973, там же) — советский боксёр, представитель второй средней и полутяжёлой весовых категорий. Выступал на всесоюзном уровне в первой половине 1950-х годов, двукратный чемпион СССР, победитель турниров республиканского и всероссийского значения, участник международных матчевых встреч. Также известен как тренер по боксу, судья республиканской категории.

## Биография
Родился 26 марта 1927 года в Свердловске. Активно заниматься боксом начал во время Великой Отечественной войны под руководством тренера А. Енова, позже проходил подготовку в свердловском физкультурно-спортивном обществе «Динамо» у «отца» свердловского бокса, заслуженного тренера Льва Михайловича Вяжлинского, первого чемпиона СССР в полулёгком весе. С 1950 года состоял в команде СКА-17 Краснознамённого Уральского военного округа.
Одним из первых серьёзных его поединков стал поединок со знаменитым Евгением Огуренковым, многократным чемпионом Советского Союза. Юный Беляев проиграл этот бой, но при этом боксировал смело и получил хороший боевой опыт. Неоднократно побеждал на первенствах Свердловска и Свердловской области, становился чемпионом РСФСР, чемпионом Всесоюзного центрального совета профессиональных союзов, чемпионом Центрального совета добровольного спортивного общества «Наука», чемпионом первенств Вооружённых сил СССР. В 1950 году получил звание мастера спорта по боксу.
Первого серьёзного успеха на всесоюзном уровне добился в сезоне 1952 года, когда выступил на чемпионате СССР в Москве и в зачёте второй средней весовой категории одолел всех своих соперников, в том числе представителя Тбилиси Н. Дарбаисели в финале, завоевав тем самым золотую медаль. Рассматривался как основной кандидат для участия в первых для советской команды Олимпийских играх в Хельсинки, но в итоге вместо него туда отправился москвич Борис Сильчев, проигравший в первом же бою.
В марте 1954 года Беляев принимал участие в матчевой встрече против сборной Румынии и победил известного румынского боксёра Василе Тицэ, серебряного призёра прошедшей Олимпиады в Хельсинки. Впоследствии поднялся в полутяжёлую весовую категорию и на чемпионате СССР 1955 года в Москве вновь стал лучшим среди всех соперников, в том числе в решающем поединке взял верх над московским боксёром Юрием Егоровым. Как чемпион страны должен был боксировать на чемпионате Европы по боксу в Западном Берлине, но по неизвестной причине на международные соревнования вместо него вновь направили другого боксёра — литовца Ромуальдаса Мураускаса, бронзового призёра всесоюзного первенства, который в Берлине сумел дойти только до стадии четвертьфиналов.
Завершив карьеру спортсмена, Виталий Беляев окончил Высшую школу тренеров при Военном институте физической культуры в Ленинграде и перешёл на тренерскую работу. Начиная с 1960 года занимал должность старшего тренера сборной Уральского военного округа, подготовил здесь много талантливых боксёров, в том числе его учениками были заслуженный мастер спорта Андрей Абрамов, мастера спорта Юрий Хохлов и Борис Малышев. Вёл общественную работу в Федерации бокса Свердловской области, был старшим тренером сборной Свердловской области, принимал участие в боксёрских поединках в качестве судьи республиканской категории. Вышел в отставку в звании майора.
Умер 27 августа 1973 года, похоронен на Широкореченском кладбище в Екатеринбурге.